# Hemileuca nuttalli
Hemileuca nuttalli is een vlinder uit de onderfamilie Hemileucinae van de familie nachtpauwogen (Saturniidae).
De wetenschappelijke naam van de soort is voor het eerst geldig gepubliceerd door John Kern Strecker in 1875.

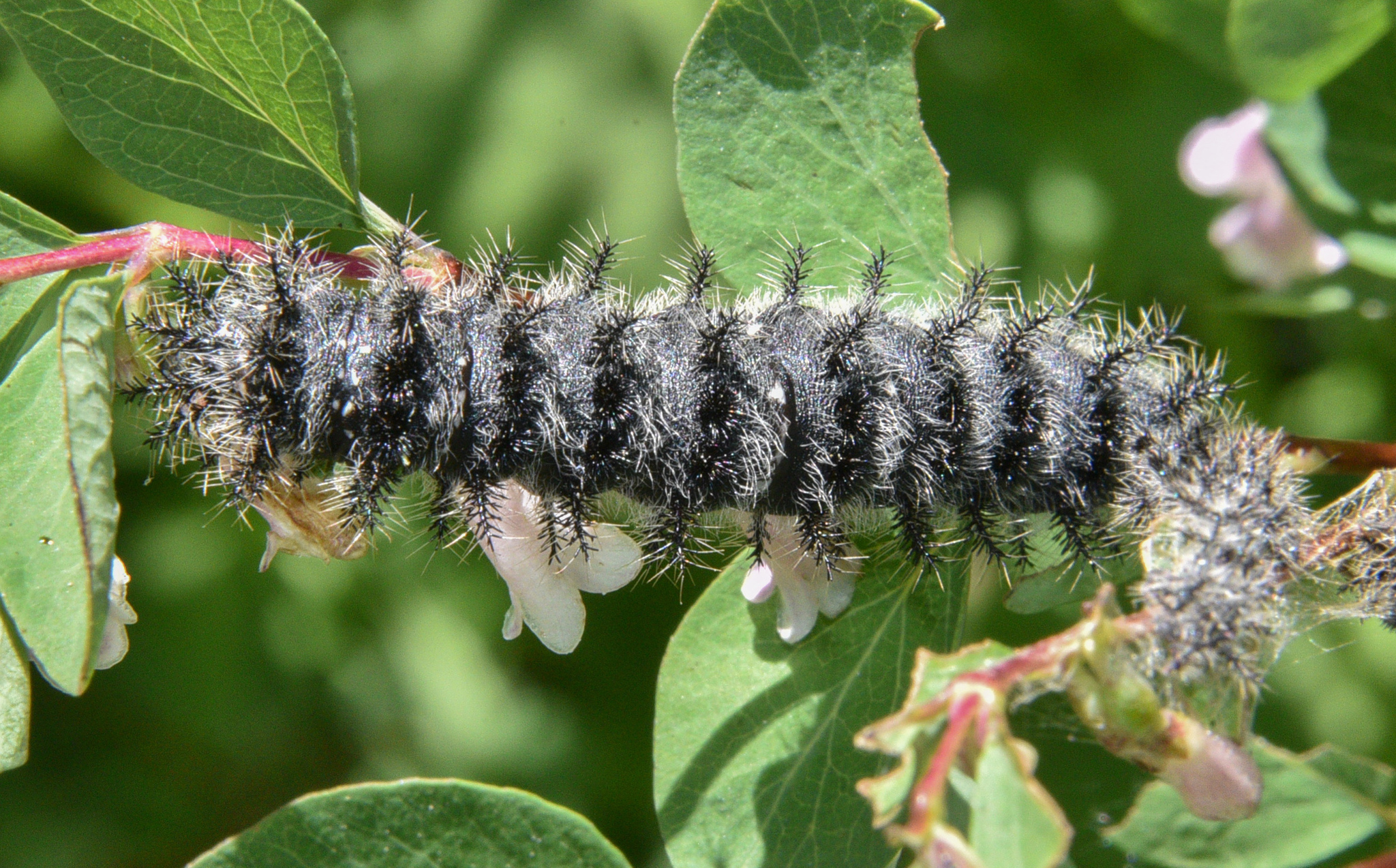
Rups van Hemileuca nuttalli